# José Ortega Spottorno
José Ortega Spottorno (Madrid, 13 de novembre de 1918 - 18 de febrer de 2002) va ser un enginyer agrònom, memorialista i editor espanyol.

## Biografia
Fill de José Ortega y Gasset, fou un home d'esperit liberal i laic que no l'abandonaria al llarg de la seva vida. Durant la Guerra Civil va marxar a l'exili a Ginebra al costat de la seva família. Després d'una breu estada a París, va tornar a Espanya on va tornar a editar la Revista de Occidente que fundà el seu pare, aconseguint que tingués caràcter mensual en 1963.
En 1949 es va casar amb Simone Klein (més coneguda com a Simone Ortega, a través dels seus llibres de cuina) i va tenir tres fills. Va crear Alianza Editorial el 1966 amb l'ànim d'apropar les grans obres al major públic possible; va fundar l'empresa PRISA, i va promoure la creació del diari El País, una de les seves més benvolgudes ambicions, atès que provenia d'una família on, des dels seus avis, havien estat vinculats amb periòdics com El Sol, Los Lunes del Imparcial o El Diario Gráfico. Va ser membre del Consell d'Administració d'El País fins a 1984, recolzant-se incondicionalment en Juan Luis Cebrián i Jesús de Polanco per al seu èxit.
Va ser senador per designació reial en la Legislatura Constituent en aplicació de la Llei per a la Reforma Política de 1977. Fou vicepresident segon de la Comissió de Peticions del Senat.
Va ser autor de diversos llibres de memòries, novel·les i assajos, entre els quals destaquen El área remota, novel·la de 1986; Historia probable de los Spottorno (1992) i Los Ortega, obra póstuma.